# Kuhača
Kuhača, dio kuhinjskog pribora jednostavne izrade koji se koristi u pripremi hrane; drvena žlica za miješanje jela koje se kuha ili priprema za kuhanje, pečenje i sl. Koristi se i riječ "varjača".
Čini je dulja drška i žličasto, ovalno ili plosnato proširenje na suprotnom kraju. Kuhače su se tradicionalno izrađivale od drveta. Koristile su ih civilizacije kroz čitavu ljudsku povijest. Njihovi ostaci su nađeni na iskopima iz kamenog, rimskog i drugih doba. 
Spadaju u predmete pučke umjetnosti i obrtništva. U novije vrijeme kuhače se izrađuju i od plastike i silikona. U nekim kulturama kuhače s dekorativno izrađenim drškama su dio ljubavnih 
i svadbenih rituala. U afričkim kulturama drške su često ukrašene motivima životinja ili dodacima u živim bojama, i namijenjene turističkom tržištu suvenira. U sportskim običajima nekih zemalja britanskog kruga, kuhača se ponekad u šali dodjeljuje pojedincu ili momčad koji su natjecanje završili na posljednjem mjestu.